# Lista över Storbritanniens regentgemåler
Denna lista upptar de personer, som har varit gifta med brittiska regenter sedan grundandet av Storbritannien 1707. För regentgemåler på de brittiska öarna före 1707, se lista över Englands regentgemåler, lista över Skottlands regentgemåler och lista över Irlands regentgemåler.
Lista över Storbritanniens regentgemåler upptar gemålerna till Storbritanniens kungar och regerande drottningar. De har inte någon konstitutionell status eller makt, men har tidvis haft stort inflytande på sina gemåler.
Sedan grundandet av Kungariket Storbritannien 1707 har det och dess efterföljare Förenade kungariket Storbritannien och Irland och Förenade kungariket Storbritannien och Nordirland haft tio regentgemåler. Mellan 1727 och 1814 var drottningarna också kurfurstinnor av Hannover, då deras makar alla innehade titeln kurfurste av Hannover. Från 1814 till 1837 var titeln istället drottning av Hannover, då makarna hade titeln kung av Hannover. Denna personalunion mellan Hannover och Storbritannien upphörde dock 1837, när drottning Viktoria tillträdde den brittiska tronen, eftersom Hannovers tronföljdslagar hindrade en kvinna från att ärva tronen om det fanns någon manlig arvinge vid liv (i Storbritannien har en man endast företräde framför sina egna systrar). Under det tyska enhetskriget 1866 annekterades Hannover av kungariket Preussen och blev provinsen Hannover.
Alla kvinnliga gemåler har haft rätt att tituleras och har titulerats drottninggemål (engelska: queen consort). Dock har av de båda manliga gemåler, som har funnits sedan 1708, ingendera haft titeln kungsgemål:
- Prins Albert av Sachsen-Coburg-Gotha, drottning Viktorias make, antog ingen engelsk pärstitel, men erhöll titeln prinsgemål, som egen titel 1857. Han är den enda gemål till en drottning i Storbritannien eller dess föregångare, som officiellt har haft denna titel.
- Prins Philip av Grekland och Danmark, drottning Elisabet II:s make, som redan hade fått pärstiteln hertig av Edinburgh 1947, fick titeln prins av Storbritannien 1957, men titulerades officiellt inte prinsgemål.

Alla gemåler till brittiska monarker har inte blivit regentgemåler, eftersom de har dött, skilts eller fått sina äktenskap ogiltigförklarade innan makens trontillträde, eller gift sig efter makens abdikation. Dessa inkluderar:
- Sofia Dorotea av Celle, gift med Georg I 22 november 1682, men skild 28 december 1694, före makens trontillträde 1 augusti 1714.
- Maria Anne Fitzherbert, gift med Georg IV 15 december 1785, men äktenskapet ogiltigförklarades, eftersom det inte var godkänt av kung Georg III eller kronrådet.
- Wallis Simpson, gift med Edvard VIII 3 juni 1937, ett halvår efter att han den 11 december 1936 hade abdikerat, för att få gifta sig med henne.
- Diana Spencer, gift med Charles III 29 juli 1981, men skild 28 augusti 1996, före makens trontillträde 8 september 2022.

Caroline av Braunschweig, utgjorde ett ovanligt särfall, då hon hade separerat från sin make Georg IV innan hans trontillträde. Även om hon fortfarande var hans lagvigda gemål hade hon ingen ställning vid hovet och blev med våld hindrad från att närvara vid hans kröning eller att själv bli krönt.
Sedan 1707 är Georg I och Edvard VIII de enda, som har styrt utan att vara gifta.

## Ätten Stuart
| Namn             | Bild | Gift med | Födelse | Giftermål    | Blev regentgemål | Upphörde att vara regentgemål                         | Död                                                   | Källor |
| ---------------- | ---- | -------- | --- | ------------ | --- | ----------------------------------------------------- | ----------------------------------------------------- | ------ |
| Georg av Danmark |      | Anna     | 2 april 1653 i Köpenhamn i Danmark son till kung Fredrik III av Danmark och drottning Sofia Amalia av Braunschweig-Lüneburg | 28 juli 1683 | 1 maj 1707 då hustrun blev regerande drottning av Storbritannien och han därför blev brittisk regentgemål, efter att tidigare ha varit engelsk och skotsk regentgemål | 28 oktober 1708 på slottet Kensington Palace i London | 28 oktober 1708 på slottet Kensington Palace i London |        |
| Namn             | Bild | Gift med | Födelse | Giftermål    | Blev regentgemål | Upphörde att vara regentgemål                         | Död                                                   | Källor |

## Ätten Hannover
| Namn                              | Bild | Gift med   | Födelse | Giftermål        | Blev regentgemål                     | Upphörde att vara regentgemål                           | Död                                                     | Källor |
| --------------------------------- | ---- | ---------- | --- | ---------------- | ------------------------------------ | ------------------------------------------------------- | ------------------------------------------------------- | ------ |
| Caroline av Ansbach               |      | Georg II   | 1 mars 1683 i Ansbach dotter till markgreve Johan Fredrik av Brandenburg-Ansbach och Eleonore Erdmuthe av Sachsen-Eisenach                                             | 22 augusti 1705  | 11 juni 1727 makens trontillträde    | 20 november 1737 på slottet St. James’s Palace i London | 20 november 1737 på slottet St. James’s Palace i London |        |
| Charlotte av Mecklenburg-Strelitz |      | Georg III  | 19 maj 1744 i Mirow i Mecklenburg-Strelitz dotter till hertig Karl Ludvig Fredrik av Mecklenburg-Strelitz och prinsessan Elisabeth Albertina av Sachsen-Hildburghausen | 8 september 1761 | 8 september 1761                     | 17 november 1818 på slottet Kew Palace i Surrey         | 17 november 1818 på slottet Kew Palace i Surrey         |        |
| Caroline av Braunschweig          |      | Georg IV   | 17 maj 1768 i Braunschweig dotter till hertig Karl Vilhelm Ferdinand av Braunschweig-Wolfenbüttel och prinsessan Augusta av Storbritannien                             | 8 april 1795     | 29 januari 1820 makens trontillträde | 7 augusti 1821 i London                                 | 7 augusti 1821 i London                                 |        |
| Adelaide av Sachsen-Meiningen     |      | Vilhelm IV | 13 augusti 1792 i Meiningen i Thüringen dotter till hertig Georg I av Sachsen-Meiningen och prinsessan Luise Eleonore av Hohenlohe-Langenburg                          | 13 juli 1818     | 26 juni 1830 makens trontillträde    | 20 juni 1837 makens död                                 | 2 december 1849 i Bentley Priory i Middlesex            |        |
| Albert av Sachsen-Coburg-Gotha    |      | Viktoria   | 26 augusti 1819 i Rosenau i Coburg i Sachsen-Coburg-Saalfeld son till hertig Ernst I av Sachsen-Coburg-Gotha och prinsessan Louise av Sachsen-Gotha-Altenburg          | 10 februari 1840 | 10 februari 1840                     | 14 december 1861 på slottet Windsor Castle i Berkshire  | 14 december 1861 på slottet Windsor Castle i Berkshire  |        |
| Namn                              | Bild | Gift med   | Födelse | Giftermål        | Blev regentgemål                     | Upphörde att vara regentgemål                           | Död                                                     | Källor |

## Ätten Sachsen-Coburg-Gotha
| Namn                 | Bild | Gift med   | Födelse | Giftermål    | Blev regentgemål                     | Upphörde att vara regentgemål | Död                                                    | Källor |
| -------------------- | ---- | ---------- | --- | ------------ | ------------------------------------ | ----------------------------- | ------------------------------------------------------ | ------ |
| Alexandra av Danmark |      | Edvard VII | 1 december 1844 i Gula palatset i Köpenhamn i Danmark dotter till det danska kungaparet Kristian IX och Louise av Hessen-Kassel | 10 mars 1863 | 22 januari 1901 makens trontillträde | 6 maj 1910 makens död         | 20 november 1925 på godset Sandringham House i Norfolk |        |
| Namn                 | Bild | Gift med   | Födelse | Giftermål    | Blev regentgemål                     | Upphörde att vara regentgemål | Död                                                    | Källor |

### Ätten Windsor
| Namn                                                    | Bild | Gift med     | Födelse | Giftermål        | Blev regentgemål                      | Upphörde att vara regentgemål  | Död                                               | Källor |
| ------------------------------------------------------- | ---- | ------------ | --- | ---------------- | ------------------------------------- | ------------------------------ | ------------------------------------------------- | ------ |
| Mary av Teck                                            |      | Georg V      | 26 maj 1867 på slottet Kensington Palace i London dotter till hertig Franz av Teck och prinsessan Mary Adelaide av Cambridge | 6 juli 1893      | 6 maj 1910 makens trontillträde       | 20 januari 1936 makens död     | 24 mars 1953 på Marlborough House i London        |        |
| Elizabeth Bowes-Lyon                                    |      | Georg VI     | 4 augusti 1900 i London eller Hitchin dotter till Claude Bowes-Lyon och Cecilia Bowes-Lyon                                   | 26 april 1923    | 11 december 1936 makens trontillträde | 6 februari 1952 makens död     | 30 mars 2002 på Royal Lodge i Windsor i Berkshire |        |
| Philip av Grekland och Danmark (Philip Mountbatten)     |      | Elizabeth II | 10 juni 1921 på Korfu i Grekland son till prins Andreas av Grekland och Danmark och prinsessan Alice av Battenberg           | 20 november 1947 | 6 februari 1952 makans trontillträde  | 9 april 2021 på Windsor Castle | 9 april 2021 på Windsor Castle                    |        |
| Camilla Shand (född Shand, tidigare gift Parker Bowles) |      | Charles III  | 17 juli 1947 i London i Storbritannien dotter till Bruce Shand och Rosalind Cubitt                                           | 9 april 2005     | 8 september 2022 makens trontillträde |                                |                                                   |        |
| Namn                                                    | Bild | Gift med     | Födelse | Giftermål        | Blev regentgemål                      | Upphörde att vara regentgemål  | Död                                               | Källor |